# 山田直矢
山田 直矢（やまだ なおや、1860年4月1日（万延元年3月11日） - 1939年（昭和14年）1月9日）は、明治から昭和初期にかけての日本の鉱山学者、実業家。大久保利世の孫、大久保利通の甥。

## 来歴
薩摩藩士の山田有庸とスマ（大久保利世三女）の次男として鹿児島城下で生まれる。
1874年に上京し、伯父の大久保利通宅に寄宿。東京英語学校に入学する。1877年に大学予備門、1885年に旧東京大学を卒業し、理学士を授与される。
1886年、正八位となる。翌年依願免官後、ドイツへ留学。1889年の帰国後、大島高任の娘である大島ヒサと結婚。
1894年に帝国大学工科教授に就任。1897年、三井鉱山（現・日本コークス工業）に入社し、同年5月に分家する。1899年に工学博士を授与される。三池炭鉱を担当し、1911年に常務取締役となる。
1917年に三州倶楽部副会長、1920年三州倶楽部第2代会長。
1939年死去。享年80歳。墓所は青山霊園。

## 親族
- 父・山田有庸
- 母・スマ - 大久保利世三女
- 叔父・大久保利通
- 兄・山田彦八
- 弟・山田三次郎
- 妻・久 - 大島高任の娘、大島道太郎の妹[4]
- 長男・山田武雄(1893-1985) - 東京大学経済卒、三井物産部長。妻のユリは子爵実吉安純の二女[4]。長男の山田伸雄は日揮社長で、岳父に志賀直哉。
- 次女・山口テル(1896年生) - 跡見女学校出身、三菱銀行外国部長・山口堅吉（山口多聞兄）の妻。[4]
- 次男・山田文雄(1899年生) - 京城帝国大学助教授。妻のミヨは兄嫁の妹（実吉安純三女）。[4]
- 三男・山田兼雄(1902年生) -
- 四男・山田常雄(1909年生) -
- 三女・澄(1905年生) - 御茶の水高等女学校出身[4]。東京銀行常務・杉原雄吉の妻。
- 四女・ふじ子(1911年生) -